# Bobry Bytom
Il Bobry Bytom è una squadra di pallacanestro polacca.
La sezione cestistica maschile è ufficialmente in attività dal 1981, quella femminile dal 1986.
Il piazzamento migliore nella storia del club è stato raggiunto nella stagione 1995-96, quando la squadra arrivò sino alle finali scudetto poi perse contro lo Śląsk Wrocław. Nei tre anni a seguire, il Bytom è sempre stato eliminato in semifinale. L'annata 2000-01 è invece coincisa con l'ultimo posto in classifica e la discesa in seconda serie.
Il palasport presso cui si disputano gli incontri casalinghi è la Miejska Hala Sportowa, ovvero il palazzetto dello sport municipale, struttura inaugurata il 10 febbraio 2010 in sostituzione della vecchia Hala Szombierek, ora demolita.
Nel corso degli anni, per ragioni di sponsorizzazione, il club ha presentato anche le denominazioni Stal Bobrek Bytom, Ericsson Bobry Bytom o Browary Tyskie Bobry Bytom.